# Alwin von Loos
Alwin Bruno Leonhard von Loos (* 28. Oktober 1824 in Stettin; † 20. Juni 1883 in Chiasso) war ein preußischer Generalleutnant und Kommandant von Mainz.

## Leben

### Herkunft
Die Familie Loos stammt aus dem schwedischen und wurde mit dem schwedischen Generalmajor und Kommandanten von Hamburg Cornelius Loos (1686–1738) am 27. August 1711 in den schwedischen Adelsstand erhoben. Seine Eltern waren der Ingenieur-Oberstleutnant Friedrich von Loos (1772–1836) und dessen Ehefrau Eugenie, geborene von Liebermann (1788–1844). Sein Bruder Hugo (1820–1883) wurde preußischer Generalleutnant, sein Bruder Woldemar (1814–1852) verstarb als preußischer Hauptmann und Militärattaché in Paris.

### Militärkarriere
Nach dem Besuch der Kadettenhäuser in Potsdam und Berlin trat Loos am 9. August 1842 als Portepeefähnrich in das Garde-Reserve-Infanterie-(Landwehr-)Regiment der Preußischen Armee ein. Er avancierte am 12. November 1842 mit Patent vom 12. Dezember 1842 zum Sekondeleutnant, wurde dem 2. Garde-Regiment zu Fuß aggregiert und am 11. April 1845 einrangiert. Ab April 1846 war Loos auf ein Jahr zum kombinierten Garde-Reserve-Bataillon kommandiert und wurde im März 1848 bei der Niederschlagung der Revolution in Berlin eingesetzt. Während seines Kommandos zum I. Bataillon im 1. Garde-Landwehr-Regiment in Magdeburg nahm er 1848 bei der Unterdrückung der Badischen Revolution an den Gefechten bei Kirchheimbolanden, Wiesental, Neudorf, Durlach und Kuppenheim teil. Dafür erhielt er am 20. September 1849 den Roten Adlerorden IV. Klasse mit Schwertern.
Am 15. Oktober 1849 erfolgte seine Ernennung zum Adjutanten des I. Bataillons im 2. Garde-Regiment zu Fuß. Loos stieg Mitte August 1854 zum Premierleutnant auf, war vom 8. November 1855 bis zum 18. Februar 1857 Regimentsadjutant und wurde anschließend als Adjutant der 1. Garde-Infanterie-Brigade kommandiert. Nachdem er in dieser Eigenschaft Mitte September 1857 zum Hauptmann befördert worden war, war er ab dem 25. Juni 1859 zur Dienstleistung beim Prinzen Friedrich Wilhelm kommandiert. Mit der Ernennung zum Kompaniechef trat Loos am 24. Januar 1860 in den Truppendienst zurück. Im Januar/Februar 1861 begleitete er den General der Kavallerie von Waldersee nach Stockholm und im Oktober des Jahres war er anlässlich der Krönungsfeierlichkeiten von Wilhelm I. nach Königsberg kommandiert. Vom 15. Januar 1863 bis zu seiner Versetzung als Major im Kaiser Alexander Garde-Grenadier-Regiment Nr. 1 am 3. April 1866 folgte eine Kommandierung als Adjutant beim Generalkommando des Gardekorps.
Während des Krieges gegen Österreich war Loos vom 14. Mai bis zum 17. September 1866 Kommandeur des I. Bataillons im 1. Garde-Landwehr-Regiment in Görlitz und nahm an der Schlacht bei Königgrätz teil. Nach dem Krieg wurde er am 1. November 1866 in das 2. Garde-Regiment zu Fuß rückversetzt und Mitte des Monats zum Kommandeur des Füsilier-Bataillons ernannt. Vom 25. Januar bis zum 5. Juli 1867 nahm er als Beobachter an den schwedischen Manövern bei Stockholm teil. Am 13. Januar 1868 wurde Loos seinem Regiment aggregiert und als Militärbevollmächtigter nach Stuttgart entsandt. Während des Krieges gegen Frankreich 1870/71 war er als Oberstleutnant der württembergischen Felddivision zugeteilt, nahm an der Einnahme der Festung Lichtenberg, den Kämpfen bei Wörth, Sedan und Villiers sowie der Belagerung von Paris (1870–1871) teil. König Karl würdigte ihn durch die Verleihung des Komturkreuzes des Ordens der Württembergischen Krone mit Schwertern und des Ritterkreuzes seines Militärverdienstordens. Außerdem erhielt er das Eiserne Kreuz und das Militärverdienstkreuz II. Klasse.
Nach dem Friedensschluss wurde Loos am 20. Juni 1871 unter Stellung à la suite zunächst mit der Führung des Anhaltinischen Infanterie-Regiment Nr. 93 in Dessau beauftragt, am 4. November 1871 zum Kommandeur dieses Verbandes ernannt und in dieser Stellung Mitte Januar 1872 zum Oberst befördert. Unter Stellung à la suite seines Regiment beauftragte man ihn am 3. August 1878 mit der Führung der 37. Infanterie-Brigade in Oldenburg und ernannte ihn am 20. September 1876 als Generalmajor zum Brigadekommandeur. In dieser Eigenschaft erhielt Loos anlässlich des Ordensfestes im Januar 1879 den Roten Adlerorden II. Klasse mit Eichenlaub und Schwertern am Ringe sowie am 7. September 1881 den Stern zum Kronen-Orden II. Klasse. Am 18. Oktober 1881 erfolgte seine Ernennung zum Kommandanten von Mainz und am 21. November 1882 die Beförderung zum Generalleutnant.
Er starb am 20. Juni 1883 auf einer Reise in Chiasso an Malaria und wurde am 19. November 1883 auf dem Berliner Invalidenfriedhof beigesetzt.

### Familie
Loos heiratete am 3. Mai 1851 in Berlin Maria von Reuß (1829–1899), eine Tochter des Oberstleutnants Ludwig von Reuß. Sie wurde am 24. April 1899 auf dem Invalidenfriedhof beigesetzt.